# أندريا دياكونو
أندريا دياكونو (من مواليد 28 مارس 1991) عارضة أزياء رومانية. هي واحدة من عارضات الأزياء الأكثر شعبية في رومانيا. وقد ظهرت على أغلفة المجلات من فرنسا ورومانيا وروسيا وإسبانيا وسويسرا. كما ظهرت لمجلة فوغ لأول مرة في سن 21 ، لإصدار فبراير 2013. هي وجه غوتشي و دولتشي آند غابانا وبلستاف . في عام 2014 ظهرت في حملة ربيع بيلستاف يضم ديفيد بيكهام.
دياكونو ثاني رومانية ، بعد ديانا مولدوفان ، التي تظهر في كتالوج مشاهير فيكتوريا سيكريت الشهير. افتتح مولدوفا و دياكونو أيضًا ثلاثة مطاعم للأطعمة الصحية تسمى مو مو بالقرب من بوخارست.

## روابط خارجية
- أندريا دياكونو على موقع دليل عارضات الأزياء (الإنجليزية)
- Andreea Diaconu في أنماط الموضة.